# Janoušov
Janoušov település Csehországban, Šumperki járásban. Janoušov Bušín, Malá Morava, Jakubovice és Ruda nad Moravou településekkel határos. Lakosainak száma 53 fő (2024. január 1.).

## Népesség
A település lakosságának változását az alábbi diagram mutatja:
| Lakosok száma | 400  | 360  | 341  | 155  | 80   | 54   | 43   | 49   | 43   | 53   |
|               | 1869 | 1890 | 1921 | 1950 | 1980 | 2001 | 2017 | 2019 | 2022 | 2024 |